# Beyoncé
Beyoncé Giselle Knowles-Carter, mer känd under artistnamnet Beyoncé, född 4 september 1981 i Houston i Texas, är en amerikansk sångerska, låtskrivare och skådespelerska. Beyoncés karriär som sångerska började i slutet av 90-talet med musikgruppen Destiny's Child. Bandet har sålt mer än 50 miljoner skivor världen över.
Hon är en av världens mest sålda inspelningsartister, efter att ha sålt över 200 miljoner exemplar världen över. Hon är den enda kvinnliga artisten som debuterat alla sina åtta soloalbum på första plats på Billboard 200. 

## Biografi
Beyoncé Knowles är född och uppvuxen i Houston i Texas. Som barn var hon med i många shower i skolan och i sång- och danstävlingar. Som barn har Beyoncé även varit med i gruppen Girl's Tyme tillsammans med Kelly Rowland, Michelle Williams, Letoya Tuckett och LaTavia Robertsson. Girl's Tyme blev senare Destiny's Child. Hon har en yngre syster, Solange, som också är sångerska och skådespelare. Beyoncé har samarbetat mycket med sin far Matthew Knowles som tidigare var Destiny's Childs manager. 
Beyoncé berättade i december 2006 att hon varit allvarligt deprimerad och att hon då isolerade sig i sovrummet och var oförmögen att äta. Oroligheter med bandet Destiny's Child ska ha varit en bidragande orsak. Beyoncé undvek att tala om depressionen eftersom gruppen just hade vunnit sin första Grammy och befarade att ingen skulle ta henne på allvar.
Sedan den 4 april 2008 är Beyoncé gift med hip hop-artisten Jay-Z. På 2011 års MTV Video Music Awards uppträdde Beyoncé med låten "Love on Top", från senaste albumet 4. Efter numret offentliggjorde hon att hon väntade barn. Den 7 januari 2012 föddes dottern Blue Ivy Carter och tvillingarna Sir och Rumi Carter föddes i juni 2017

### Destiny's Child och tidig solokarriär
Destiny's Child skapades och drevs av Beyoncés far, Mathew Knowles. 2001 utnämndes hon av ASCAP till årets låtskrivare och blev den första icke vita kvinnan att motta titeln.
Solokarriären började under 2002 i samband med att Destiny's Child gjorde ett uppehåll. Hon syntes då som den hemliga agenten Foxxy Cleopatra i Austin Powers in Goldmember. På soundtracket till filmen fanns även Beyoncés hitlåt "Work It Out". 2003 kom hitlåten "Crazy in Love" ut med rapparen Jay-Z. Senare samma år fortsatte filmkarriären med filmen The Fighting Temptations. Destiny's Child återförenades 2004 för att spela in albumet Destiny Fulfilled, för att återigen splittras 2005. Året därpå släppte Beyoncé och Jay-Z singeln "Déjà Vu" från soloalbumet B'Day. Senare samma år framträdde hon som Deena Jones i den oscarsvinnande-filmen Dreamgirls.
Beyoncé debuterade som soloartist i juni 2003 med albumet Dangerously in Love, som blev en av musikårets stora kommersiella och kritiska framgångar och vann fem Grammys 2004. Dangerously in Love belönades bland annat för bästa moderna R&B-album och för bästa kvinnliga R&B-framträdande. Albumet innehåller hitlåtarna "Crazy in Love" och "Baby Boy".

### Efter Destiny's Child
Efter att gruppen Destiny's Child upplösts gav Beyoncé ut sitt andra soloalbum B'Day (2006) som direkt nådde första platsen på listan Billboard 200. Den vann en Grammy för bästa samtida R&B-album, flera av låtarna skrevs i samarbete med producentteamet Stargate. Albumet innehåller hitlåtarna "Déjà Vu", "Irreplaceable" och "Beautiful Liar". Beyoncés tredje album, I Am… Sasha Fierce, släpptes i november 2008 och innehöll hitlåtarna "If I Were a Boy", "Single Ladies (Put a Ring on It)" och "Halo".
Albumet I Am… Sasha Fierce (2008) har sålts i flera miljoner exemplar. Vid Grammy Awards-galan 2010 var Beyoncé nominerad i tio kategorier och vann sex av dessa priser.
Efter att hon avslutat samarbetet med sin manager och far Matthew Knowles 2010, släppte Beyoncé sitt mångsidiga fjärde album 4 2011. Den 24 juni 2011 släpptes hennes fjärde album 4. Albumet innehåller en av hennes mest kända låtar "Run the World (Girls)".
Hon fick senare universellt beröm för sina ljudexperimentella visuella album, Beyoncé och Lemonade. Den 13 december 2013 släppte Beyoncé oväntat sitt självbetitlade femte studioalbum på Itunes Store utan något föregående tillkännagivande eller marknadsföring. Albumet debuterade på Billboard 200-listan, vilket gav Beyoncé hennes femte raka nummer ett-album i USA. Den sålde en miljon exemplar på sex dagar och fick mycket god kritik.

### Senare år
Den 6 februari 2016 släpptes singeln "Formation". Dagen efter överraskade hon hela världen genom att framföra låten under halvtidsshowen Super Bowl 50. Den 23 april 2016 släpptes albumet Lemonade, som handlade om Jay-Zs påstådda otrohetsaffär. Lemonade blev hennes mest kritikerrosade verk hittills, och fick universellt bifall från recensenter. Det var också årets bästsäljande album i hela världen. Hon gav sig ut på årets mest inkomstbringande kvinnliga turné, The Formation World Tour, 2016. Lemonade var världens mest sålda album 2016 och det bäst recenserade albumet i hennes karriär, som utforskade teman om otrohet och feminism.
Den 16 juni 2018 släppte Beyoncé tillsammans med Jay-Z under artistnamnet "The Carters" albumet Everything Is Love. Albumet släpptes efter andra konserten i London på turnén On The Run Tour II. 2019 släppte hon ett dokumentärfilm- och livealbum med titeln Homecoming. Den fokuserade på hennes rekordstora Coachella-liveuppträdande 2018. Beyoncé fick flest nomineringar (9) vid den 63:e årliga Grammy Awards och flest priser (4), vilket gjorde henne till den mest prisbelönta sångerskan och mest prisbelönta kvinnan i Grammyshistorien.
I juni 2022 släppte Beyoncé en singel med titeln "Break My Soul". Det blev hennes åttonde låt att nå förstaplatsen på  Billboard Hot 100.  Hon släppte ytterligare ett kritikerrosat studioalbum, hennes sjunde med titeln Renaissance i juli 2022. Det blev hennes sjunde album att nå förstaplatsen. Hon släppte sitt sjunde album Renaissance i juli samma år, som utforskade housemusik och debuterade som nummer ett.
Beyoncé har haft nio singlar på listan Billboard Hot 100:s förstaplats. Bara en annan kvinnlig artist har nått samma positioner under 00-talet. Hon är också den kvinnliga artist som har flest antal veckor med låtar på förstaplats detta årtionde – totalt 37 veckor. På samma lista har hon även haft flest låtar inom topp fem och topp tio på 00-talet och de flesta topp 40-hitlåtarna samma decennium – totalt 17 av 40. Beyoncé har vunnit 32 priser vid Grammy Awards och har rekordet för flest Grammypriser någonsin. Hon delar topplaceringen för flest antal nomineringar (88 stycken) med maken Jay-Z.

### Andra aktiviteter
Beyoncés skådespelarkarriär började 2001 i musikalfilmen Carmen: A Hip Hopera. 2006 spelade hon huvudrollen i filmen Dreamgirls, som är baserad på broadwaymusikalen från 1981 med samma namn. Hon nominerades till två Golden Globe för sin roll. Hon har även spelat rollen som Nala i Disneys Lejonkungen (2019).
Knowles lanserade 2004 sin egen modekollektion House of Deréon. Hon är även medgrundare för klädbolaget Ivy Park. Affärsmagasinet Forbes placerade Knowles på fjärde plats bland de 100 mäktigaste och inflytelserika kändisarna i världen, tredje bland musiker som tjänar mest och etta bland kändisar under 30 som tjänar mest, med mer än 87 miljoner dollar i inkomster mellan 2008 och 2009 – motsvarande över 800 miljoner kronor

## Diskografi
| Solo studioalbum - 2003: Dangerously In Love - 2006: B'Day - 2008: I Am... Sasha Fierce - 2011: 4 - 2013: Beyoncé - 2016: Lemonade - 2022: Renaissance - 2024: Cowboy Carter | ;Videoutgivningar - 2004: Live at Wembley - 2006: BET Presents Beyoncé - 2006: Beyoncé The Ultimate Performer - 2007: B'Day Anthology Video Album - 2007: The Beyoncé Experience Live - 2009: I Am... Yours - 2010: I Am... World Tour - 2011: Beyoncé: The Video Collection - 2013: Life Is But A Dream - 2019: Homecoming: A Film By Beyoncé - 2020: Black Is King |  |

## Filmografi
| År   | Film                           | Roll                  | Noteringar                        |
| ---- | ------------------------------ | --------------------- | --------------------------------- |
| 2001 | Carmen: A Hip Hopera           | Carmen                | Huvudroll, TV-film                |
| 2002 | Austin Powers in Goldmember    | Foxxy Cleopatra       | Huvudroll                         |
| 2003 | The Fighting Temptations       | Lilly                 | Huvudroll                         |
| 2004 | Fade to Black                  | Som sig själv         | Dokumentär om Jay-Z               |
| 2006 | Rosa pantern                   | Xania                 | Biroll                            |
| 2006 | Dreamgirls                     | Deena Jones           | Huvudroll                         |
| 2008 | Cadillac Records               | Etta James            | Biroll                            |
| 2009 | Obsessed                       | Sharon Charles        | Huvudroll                         |
| 2012 | A Star Is Born                 | Esther Hoffman        | Huvudroll                         |
| 2013 | Epic - Skogens hemliga rike    | Drottning Tara (röst) | Biroll                            |
| 2019 | Homecoming: A film by Beyoncé  | Som sig själv         | Huvudroll, dokumentär             |
| 2019 | Lejonkungen                    | Nala (röst)           | Biroll                            |
| 2023 | Renaissance: A Film by Beyoncé | Som sig själv         | Huvudroll, konsertfilm/dokumentär |